# Agromyza fragariae
Agromyza fragariae este o specie de muște din genul Agromyza, familia Agromyzidae, descrisă de Malloch în anul 1913. Conform Catalogue of Life specia Agromyza fragariae nu are subspecii cunoscute.